# Aegocera flavifascia
Aegocera flavifascia là một loài bướm đêm trong họ Noctuidae.